# Подкорен
Подкорен (словен. Podkoren) је насељено место у општини Крањска Гора, Горењска регија, Словенија.

## Историја
До територијалне реорганизације у Словенији био је у саставу старе општине Јесенице.

## Становништво
У попису становништва из 2011. године, Подкорен је имао 405 становника.
| Број становника према пописима | Број становника према пописима | Број становника према пописима |
| ------------------------------ | ------------------------------ | ------------------------------ |
| 1991                           | 2002                           | 2011                           |
| 421                            | 388                            | 405                            |

## Галерија
- сеоске куће
- мост на Сави Долинки
- Подкорен под снегом
- Прелаз Коренско седло између Словеније и Аустрије, у подножју Подкорена
- зимски пејзаж
- Коренско седло, некадашњи гранични  прелаз ка Аустрији
- улаз у Аустрију
- хотел "Витранц"
- кућа "Разингер"
- Подкорен, сеоски мотив у уметничкој слици Ладислава Бенеша